# 開智小学校・中学校・高等学校 (埼玉県)
開智小学校・中学校・高等学校（かいちしょうがっこう・ちゅうがっこう・こうとうがっこう）は、埼玉県さいたま市岩槻区大字徳力字西に所在し、小中高一貫教育を提供する私立小学校・中学校・高等学校。
高等学校において、中学校または小学校から入学した内部進学の生徒と高等学校から入学した外部進学の生徒との間で、混合せずクラスを編成する併設型中高一貫校。

## 年表
1983年に開校した埼玉第一高等学校（当初は学校法人三友学園が運営。1986年5月22日に学校法人東方学園と改称）へ、1997年に併設する形で開智中学校（中高一貫部）を設置し、埼玉第一高等学校の校長が開智中学校の校長に就任した。その後、運営法人を1998年2月12日に学校法人開智学園に改称。続いて、1999年に埼玉第一高等学校を開智高等学校（高等部）に改称し、中高一貫部と高等部の体制となった。2004年には開智小学校（総合部）（小1から中2年まで。中3から中高一貫部に合流）が開校した。
- 1983年 - 埼玉第一高等学校（男女共学）が設立。
- 1997年 - 埼玉第一高等学校に開智中学校（中高一貫部）を併設。
- 1999年 - 開智中学校の生徒が高校進学するにあたり開智中学校・高等学校（中高一貫部）を開設し、現にあった高等部門の埼玉第一高校を開智高等学校（高等部）に改称し、中高一貫部と高等部の体制となる。
- 2004年 - 開智小学校（総合部）を併設し、小中高一貫教育を開始。
- 2006年
  - 開智プラザ棟（自習室、会議室、プラザホール）を新設。
  - 高等部にS類を設置。
- 2008年 - 総合部校舎脇に温水プールを設置。
- 2009年 - 中高一貫部に先端創造クラスを設置。
- 2011年
  - 廃止された埼玉県立北川辺高等学校の校地を継承し、関連校の開智未来中学・高等学校が開校。
  - 4階建ての教室・宿泊室を備えた宿泊学習棟を設置。
- 2012年 - 高等部の特別選抜類とA類をD類に改編[4]。
- 2015年 - 学校法人日本橋女学館との吸収合併に伴い、日本橋女学館中学校が開智日本橋学園中学校に改称。
- 2016年 - 高等部の2類型制（S類・D類）をTコース・Sコース・Dコースの3コース制に改編。[5]
- 2021年 - 生徒・教員間から不満の大きかった宿泊学習棟を廃止。普通教室として「北棟」と改称。全クラスが先端クラスとなる。
- 2023年 - 高等部のコース制（Tコース・Sコース・Dコース）をTコース・S1コース・S2コースに改編。[6]

## 学校生活
高等部、中高一貫部、総合部には教育指針に違いがあることから、それぞれ別の校舎、カリキュラムの下で指導が行われている。このため高等部に入学した生徒が中高一貫部に外進生として編入されることはない。文化祭や体育祭などの学校行事についてもそれぞれ別に開催する。部活動によっては、中高一貫部と高等部が一緒に活動することがある。
埼玉第一高等学校時代から使用されている校舎は現在中高一貫部が使用している。かつては高等部が使用していたが2009年に中高一貫部と校舎を入替えた。1997年に中高一貫部が設置された時に新築された校舎は現在高等部が使用している。総合部が設置された際に新しく総合部校舎が新築された。総合部、中高一貫部、高等部のそれぞれが別々の校舎を使用する。ただし開智ホール、開智プラザ、体育館、食堂を含めいくつかの施設、教室は共用している。

### 総合部
児童生徒の学習発達に合わせて学年を従来の6・3・3制ではなく、4・4・4制を採用している。プライマリー、セカンダリー、ターシャリーと分かれており、校舎もそれぞれ別の棟としている（ターシャリーは中高一貫部校舎）。これは全国の私立小中高等学校の中でも初めての試みである。中学2年生の次にターシャリーとして中高一貫部に合流する。
小学生の通学には東岩槻駅、東川口駅、新都心と学園間のバスを登下校時に利用することができる。

### 中高一貫部
6年間を2年ごとのステージ1 - 3に分けてカリキュラムを編成する。「心豊かな創造型・発信型の国際的リーダーを育成する」ことを教育目標に、最難関大学への進学を目指す。教育の体制として、習熟度別をはじめとする教科学習、フィールドワークなどを伴う探求・発信型学習、生徒会・部活動などによる自主性育成の3つの柱を据え、難関大学に対応する「創造的学力」を養成することを目指す。
放課後補習、夏期・冬期講習、英語・数学での少人数習熟度別授業など、徹底した指導により実力を養成。
フィールドワークを伴う探求・発信型学習では各自がテーマを決め、観察・実験・取材などを通して、学力を養う。

### 高等部
- 2類型制（S類・D類）から「Tコース」・「S1コース」・「S2コース」の3コース制がスタートしている。（開智の智力開発メソッドの最先端をリードするコースとして新たに「Tコース」が設置され、従来のS類とD類は、そのノウハウを継承し「Sコース」、「Dコース」として改編された。その後、更にS1コース・S2コースに改編された。）[5][6]
- 現在の校歌は1999年に開智高等学校と改称された際に生徒により作曲されたことで知られている。
- 学校行事は、4月にスプリングセミナー、5月に時鐘祭（文化祭、一般公開）、7月に球技祭・夏期独習合宿、9月に体育祭、10月に現地研修（修学旅行、高2）、12月に球技祭・芸術鑑賞会（高2）、2月にロードハイク（高1・高2）、3月に予餞会などがある。[7]
- 21部と6同好会がある。運動部は週1 - 4日、文化部は週1 - 4日程度、17時40分までの活動で家庭学習と両立させる。
- 年間通して利用できる自習室がある。

## カリキュラム編成
- 総合部が4・4・4制の12年間を取っているため、総合部と中高一貫部の生徒の合流は中学3年次に行われる。
- 高等部は、総合部・中高一貫部と合流することはない。[6]

| カリキュラム編成（開智小学校・中学校・高等学校） |         |                              |                              |        |
|                                                  |         | 総合部                       | 中高一貫部                   | 高等部 |
| 小学校                                           | 第1学年 | プライマリー                 | -                            | -      |
| 小学校                                           | 第2学年 | プライマリー                 | -                            | -      |
| 小学校                                           | 第3学年 | プライマリー                 | -                            | -      |
| 小学校                                           | 第4学年 | プライマリー                 | -                            | -      |
| 小学校                                           | 第5学年 | セカンダリー                 | -                            | -      |
| 小学校                                           | 第6学年 | セカンダリー                 | -                            | -      |
| 中学校                                           | 第1学年 | セカンダリー                 | 第一ステージ                 | -      |
| 中学校                                           | 第2学年 | セカンダリー                 | 第一ステージ                 | -      |
| 中学校                                           | 第3学年 | 第二ステージ（ターシャリー） | 第二ステージ（ターシャリー） | -      |
| 高等学校                                         | 第1学年 | 第二ステージ（ターシャリー） | 第二ステージ（ターシャリー） |        |
| 高等学校                                         | 第2学年 | 第三ステージ（ターシャリー） | 第三ステージ（ターシャリー） |        |
| 高等学校                                         | 第3学年 | 第三ステージ（ターシャリー） | 第三ステージ（ターシャリー） |        |

## 進路
埼玉第一高校時代は大学進学者は少なかったが、学校法人開智学園による「中高一貫部」、「高等部」の体制となって以降進学実績を伸ばした。
特に、中学進学情報雑誌『合格アプローチ』編集長の千葉義夫は、
「普通、新設の私立学校は受験生に敬遠され、優秀な生徒はそう集まらないとされます。実績が全くない以上、それは仕方がないことです。ましてや埼玉県は県立優位の地です。事実、開智中高一貫部も創設当初の偏差値はそれほど高いものではありませんでした。しかし、第一期生が卒業した2003年の大学受験で、早くも東大ほか難関大学に多数の合格者を出し、周囲を驚かせました。入学時の生徒たちの偏差値を考えれば、びっくりするのが当然でしょう。」（千葉義夫 2013）
と述べている。

## アクセス
- 東武鉄道野田線東岩槻駅より徒歩15分[8]

東岩槻駅の隣駅である豊春駅からの学校までの距離は、東岩槻駅からのそれとあまり変わらないが、通学路として歩道が確保できない、道が複雑に入り組んで分かりにくいなどのため、生徒が豊春駅を通学に使用することは禁止されている。

## 著名な卒業生
- 倖田李梨（女優、埼玉第一高校卒）
- 才木玲佳（プロレスラー/アイドル、開智中高一貫部卒）
- 永岡歩（アナウンサー、開智中高一貫部卒）
- 古谷実（漫画家、埼玉第一高校卒）
- 遠藤憲昭（アパレルプランド/デビロックプロデューサー、埼玉第一高校卒）
- 武田幸三（K-1キックボクサー、埼玉第一高校卒）
- 佐藤謙介（サッカー選手、横浜FC）

## 系列校
- 開智望小学校・中等教育学校
- 開智未来中学・高等学校
- 開智国際大学（旧：日本橋学館大学）
- 開智日本橋学園中学・高等学校（旧：日本橋女学園中学・高等学校）
- 開智所沢小学校・中等教育学校

※2015年に学校法人開智学園による学校法人日本橋女学館買収により、開智国際大学・開智日本橋学園中学校・日本橋女学館高等学校が開智学園の系列校となった。これら系列校との交流はほぼない。開智国際大学へ進学する者はほぼいない。